# رشيد العابدي
رشيد العابدي سياسي وأكاديمي صومالي، وخبير في الشؤون الصومالية، وعضو في مجموعة الأزمات الدولية